# Kanton Thiaucourt-Regniéville
Thiaucourt-Regniéville is een voormalig kanton van het Franse departement Meurthe-et-Moselle. Het kanton maakte deel uit van het arrondissement Toul.
Op 22 maart 2015 werd kanton opgeheven. De gemeenten  Arnaville, Bayonville-sur-Mad en Vandelainville, die een exclave van het kanton vormden werden overgeheveld naar het kanton Pont-à-Mousson dat geheel onder het arrondissement Nancy viel. Deze gemeenten vormen binnen het kanton Pont-à-Mousson nog altijd een exclave van het arrondissement Toul. De overige gemeenten van het kanton Thiaucourt-Regniéville werden opgenomen in het nieuw gevormde kanton Nord-Toulois.

## Gemeenten
Het kanton Thiaucourt-Regniéville omvatte de volgende gemeenten:
- Arnaville
- Bayonville-sur-Mad
- Bouillonville
- Charey
- Dommartin-la-Chaussée
- Essey-et-Maizerais
- Euvezin
- Flirey
- Jaulny
- Limey-Remenauville
- Lironville
- Pannes
- Rembercourt-sur-Mad
- Saint-Baussant
- Seicheprey
- Thiaucourt-Regniéville (hoofdplaats)
- Vandelainville
- Viéville-en-Haye
- Vilcey-sur-Trey
- Xammes